# Трав'янка (Казахстан)
Трав'я́нка (каз. Травянка) — село у складі Успенського району Павлодарської області Казахстану. Входить до складу Успенського сільського округу.
Населення — 61 особа (2021; 92 у 2009, 135 у 1999, 386 у 1989).
Національний склад станом на 1989 рік:
- українці — 24 %
- росіяни — 24 %
- німці — 22 %